# Lijst van nummer 1-hits in Portugal in 2010
Deze hits stonden in 2010 op nummer 1 in de Portugal Top 20, de bekendste hitlijst in Portugal.
| Datum        | Artiest                     | Titel                            |
| ------------ | --------------------------- | -------------------------------- |
| 3 januari    | The Black Eyed Peas         | I gotta feeling                  |
| 10 januari   | The Black Eyed Peas         | I gotta feeling                  |
| 17 januari   | The Black Eyed Peas         | I gotta feeling                  |
| 24 januari   | The Black Eyed Peas         | Meet me halfway                  |
| 31 januari   | The Black Eyed Peas         | Meet me halfway                  |
| 7 februari   | The Black Eyed Peas         | Meet me halfway                  |
| 14 februari  | The Black Eyed Peas         | Meet me halfway                  |
| 21 februari  | The Black Eyed Peas         | Meet me halfway                  |
| 28 februari  | Edward Maya & Vika Jigulina | Stereo love                      |
| 7 maart      | Edward Maya & Vika Jigulina | Stereo love                      |
| 14 maart     | Edward Maya & Vika Jigulina | Stereo love                      |
| 21 maart     | Jay-Z & Alicia Keys         | Empire state of mind             |
| 28 maart     | Jay-Z & Alicia Keys         | Empire state of mind             |
| 4 april      | Jay-Z & Alicia Keys         | Empire state of mind             |
| 11 april     | Jay-Z & Alicia Keys         | Empire state of mind             |
| 18 april     | Jay-Z & Alicia Keys         | Empire state of mind             |
| 25 april     | Jay-Z & Alicia Keys         | Empire state of mind             |
| 2 mei        | Jay-Z & Alicia Keys         | Empire state of mind             |
| 9 mei        | Jay-Z & Alicia Keys         | Empire state of mind             |
| 16 mei       | Jay-Z & Alicia Keys         | Empire state of mind             |
| 23 mei       | Jay-Z & Alicia Keys         | Empire state of mind             |
| 30 mei       | Jay-Z & Alicia Keys         | Empire state of mind             |
| 6 juni       | Jay-Z & Alicia Keys         | Empire state of mind             |
| 13 juni      | Jay-Z & Alicia Keys         | Empire state of mind             |
| 20 juni      | Jay-Z & Alicia Keys         | Empire state of mind             |
| 27 juni      | Jay-Z & Alicia Keys         | Empire state of mind             |
| 4 juli       | Jay-Z & Alicia Keys         | Empire state of mind             |
| 11 juli      | Jay-Z & Alicia Keys         | Empire state of mind             |
| 18 juli      | Jay-Z & Alicia Keys         | Empire state of mind             |
| 25 juli      | Owl City                    | Fireflies                        |
| 1 augustus   | Shakira & Freshlyground     | Waka waka (This time for Africa) |
| 8 augustus   | Shakira & Freshleyground    | Waka waka (This time for Africa) |
| 15 augustus  | Shakira & Freshleyground    | Waka waka (This time for Africa) |
| 22 augustus  | Shakira & Freshleyground    | Waka waka (This time for Africa) |
| 29 augustus  | Shakira & Freshleyground    | Waka waka (This time for Africa) |
| 5 september  | Shakira & Freshleyground    | Waka waka (This time for Africa) |
| 12 september | Shakira & Freshleyground    | Waka waka (This time for Africa) |
| 19 september | Shakira & Freshleyground    | Waka waka (This time for Africa) |
| 26 september | Shakira & Freshleyground    | Waka waka (This time for Africa) |
| 3 oktober    | Shakira & Freshleyground    | Waka waka (This time for Africa) |
| 10 oktober   | Shakira & Freshleyground    | Waka waka (This time for Africa) |
| 17 oktober   | Shakira & Freshleyground    | Waka waka (This time for Africa) |
| 24 oktober   | Flo Rida & David Guetta     | Club can't handle me             |
| 31 oktober   | Flo Rida & David Guetta     | Club can't handle me             |
| 7 november   | Flo Rida & David Guetta     | Club can't handle me             |
| 14 november  | Eminem & Rihanna            | Love the way you lie             |
| 21 november  | Eminem & Rihanna            | Love the way you lie             |
| 28 november  | Eminem & Rihanna            | Love the way you lie             |
| 5 december   | Flo Rida & David Guetta     | Club can't handle me             |
| 12 december  | Eminem & Rihanna            | Love the way you lie             |
| 19 december  | Rihanna                     | Only girl (In the world)         |
| 26 december  | Eminem & Rihanna            | Love the way you lie             |